# Robert Ochsenfeld
Robert Ochsenfeld (ur. 18 maja 1901 w Hilchenbach, zm. 5 grudnia 1993 tamże) – fizyk niemiecki. W 1933, wraz z Fritzem Meissnerem odkrył zjawisko znane jako Efekt Meissnera (lub Meissnera-Ochsenfelda).
W latach 1924-1929 studiował matematykę i fizykę na Uniwersytecie w Marburgu, doktorat obronił w 1932 roku. Pracował w Państwowym Instytucie Fizyczno-Technicznym (Physikalisch-Technische Reichsanstalt) w Berlinie-Charlottenburgu. W czasie II wojny światowej pracował w Eckernförde z ramienia Wojskowego Urzędu Uzbrojenia nad rozwojem torpedy "Zaunkönig". Po internowaniu przez Brytyjczyków powrócił do PTR w 1947 i uczestniczył w jej odbudowie jako Physikalisch-Technische Bundesanstalt (PTB) w Brunszwiku. Od 1949 kierował tam Laboratorium Materiałów Magnetycznych.